# Манцевич Юрій Миколайович
Юрій Миколайович Манцевич (народився 15 лютого 1954 в місті Батумі) — український науковець, державний службовець. Доктор економічних наук. Співзасновник громадської організації "Інститут просторового розвитку". З 2023 року викладає на кафедрі землеустрою і кадастру Київського національного університету будівництва і архітектури.
Закінчив Київський державний університет імені Тараса Шевченка за спеціальністю економіко-географ. Кандидатська дисертація на тему: «Територіальна організація потенційно небезпечних виробництв на території економічно розвинених регіонів». Тема докторської дисертації «Удосконалення розвитку житлового господарства міст України».
Працював інженером-топографом в проектному інституті «Союзмашпроект», інженером, керівником групи, головним інженером проекту в інституті «Діпромісто», начальником відділу, заступником начальника управління містобудування Держбуду України. З 1999 року працював в Апараті ВРУ. З 2005 по 2016 завідувач секретаріату Комітету Верховної Ради України з питань будівництва, містобудування і житлово-комунального господарства та регіональної політики.З липня 2016 по липень 2022 головний науковий співробітник Інституту законодавства Верховної Ради України. З серпня 2023 року - працює на посаді професора кафедри землеустрою і кадастру Київського національного університету будівництва і архітектури.  

## Книги і наукові публікації
Опублікував понад 50 наукових робіт з проблематики житла та житлово-комунального господарства. Серед них кілька великих статей, три книги в співавторстві і одна монографія.
- Житло: проблеми та перспективи / Ю. М. Манцевич. — Київ : Профі, 2004. — 360 сторінок. — ISBN 966-96078-1-7
- Манцевич, Юрій Миколайович. Соціально-економічні проблеми розвитку житлового господарства України і стратегія його удосконалення : монографія / Ю. М. Манцевич. — К. : [Профі], 2007. — 387 с. — ISBN 978-966-96078-8-1
- Манцевич, Юрій Миколайович. Удосконалення розвитку житлового господарства міст України : автореферат дисертації на здобуття наукового ступеня доктора економічних наук : спец. 08.00.05 «Розвиток продуктивних сил і регіональна економіка» / Манцевич Юрій Миколайович ; НАН України, Рада по вивченню продуктивних сил України. — Київ, 2009. — 38 сторінок.